# ويليام جي. سيرز
ويليام جي. سيرز هو محامي وسياسي أمريكي، ولد في 4 ديسمبر 1874 في سميثفيل في الولايات المتحدة، وتوفي في 30 مارس 1944 في كيسيمي في الولايات المتحدة. نشط حزبياً في الحزب الديمقراطي. وقد انتخب عضو مجلس النواب الأمريكي ‏.